# Zababa
Zababa of Zamama was in de Hettitische mythologie een oorlogsgod die voortkomt uit de Akkadische traditie. Nadat de Hettieten hem hadden geadopteerd, werd zijn cultus naar Anatolië gebracht. Hij wordt gelijkgesteld aan de Akkadische god Ninurta. Zijn Hurrietische naam was Astabis. Later werd hij opgevolgd door Rundas.
Zababa was de beschermgod van de stad Kish, waar zijn heiligdom de E-meteursag was. Verschillende Mesopotamische koningen kregen een eretitel als Zababa, zoals Ur-Zababa van Kish (vroege patroon van Sargon van Akkad) en Zababa-shumma-iddini (een Kassitische koning van Babylon uit de 12e eeuw v.Chr.). Zababa is de god onder wie de koning uittrekt, (de latere Marduk).